# Ajaobaki
Ajaobaki is een bestuurslaag in het regentschap Timor Tengah Selatan van de provincie Oost-Nusa Tenggara, Indonesië. Ajaobaki telt 1810 inwoners (volkstelling 2010).